# Macalla (città)
La tradizione antica lega Macalla (Makalla) alle vicende di Filottete in Italia meridionale. La località risulta però di difficile identificazione e, sulla base della divergente documentazione letteraria, si tende a collocarla genericamente in ambito crotoniate a nord del fiume Neto ed a sud dell'area di Cirò-Punta Alice.

## Storia
Secondo le più recenti valutazioni archeologiche, Macalla viene identificata con il centro abitato dell'età del Ferro posto in località Murgie di Strongoli, un sito che dopo una sporadica frequentazione neolitica torna ad essere occupato ininterrottamente sino ad età ellenistica. Sul pianoro delle Murgie è attivo in età arcaica un santuario che restituisce materiali greci tra cui spicca per antichità una testina fittile sub-dedalica di VII sec. a.C., cui si aggiungerà entro la fìne del VI sec. a. C. un altro santuario presso Casa Murgie probabilmente dedicato ad culto acquatico legato a una divinità femminile. 
All'inizio del IV sec. a.C. un radicale cambiamento modifica il quadro topografico delle Murgie: l'occupazione del territorio da parte dei Brettii, con la realizzazione di un sistema di triplice fortificazione, scoperte a partire dal 1983 ed emergenti dal folto della vegetazione in vari punti dell'altoplano.
Nel corso del IV sec. a.C. sulle Murgie si riscontrano le tracce di una intensa occupazione caratterizzata dall'abbandono del modello per nuclei sparsi e dall'attuazione di un impianto regolare. Il sito però subisce un progressivo decadimento in favore del vicino centro di Petelia, un abitato gerarchicamente superiore localizzato in un punto che offriva migliori condizioni di difesa passiva. Il III sec. a.C. rappresenta per le Murgie l'ultima fase di occupazione, venendo abbandonato in seguito ad un evento traumatico, coincidente probabilmente con l'occupazione romana della Calabria e la sconfitta dei Brettii.

## Il mito
Nell'Iliade si narra che Filottete, figlio di Peante signore di Melibea in Tessaglia e di Demonassa, prima di partire per la guerra di Troia, ricevette dal suo amico Eracle in procinto di morire, l'arco e le frecce che egli aveva intinte nel sangue dell'Idra. Fatto scalo a Tènedo, egli fu morso al piede da un serpente d'acqua (alcuni dicono sia stato colpito dalle sue stesse frecce), la qual cosa gli produsse una ferita che emanava un fetore nauseante, tale da indurre i compagni ad abbandonarlo nell'isola di Lemno. Nel campo greco Agamennone ascoltò il responso dell'indovino Calcante, il quale profetizzò che i greci non avrebbero mai vinto i troiani senza l'aiuto dell'arco e delle frecce di Ercole. La guerra si dimostrava più difficile del previsto e senza l'intervento di Filottete la città non si sarebbe potuta espugnare. 
Finita la guerra di Troia, Filottete fu tra coloro che, come narrato da Nestore nell’Odissea, tornarono in patria. Secondo leggende posteriori, invece, fu scacciato dalla patria in seguito ad un'insurrezione e, venuto nel Bruzzio (regione di Crotone), vi fondò Krimisa, Petelia, Makalla e Chone. Prima di morire consacrò il suo arco e le sue frecce ad Apollo, facendo costruire un tempio a Cirò Marina, l'antica Krimisa. Per Licofrone (927-928) Makalla avrebbe ospitato il sepolcro e un tempio di Filottete.
La città di Makalla avrebbe preso il nome dal medico Macaone che guarì Filottete dalle ferite riportate durante la guerra di Troia; per riconoscenza Filottete gli avrebbe dedicato la città.
Secondo lo Pseudo Aristotele Makalla era da ubicarsi tes Krotoniatidos alla distanza distava 120 stadi da Crotone. L'identificazione di Makalla con l'insediamento delle Murgie appare soprattutto convincente sul piano topografico in quanto i 120 stadi ben corrispondono ai 21-22 km che separano Crotone dalla collina delle Murgie.